# Silvestr Șcedrin

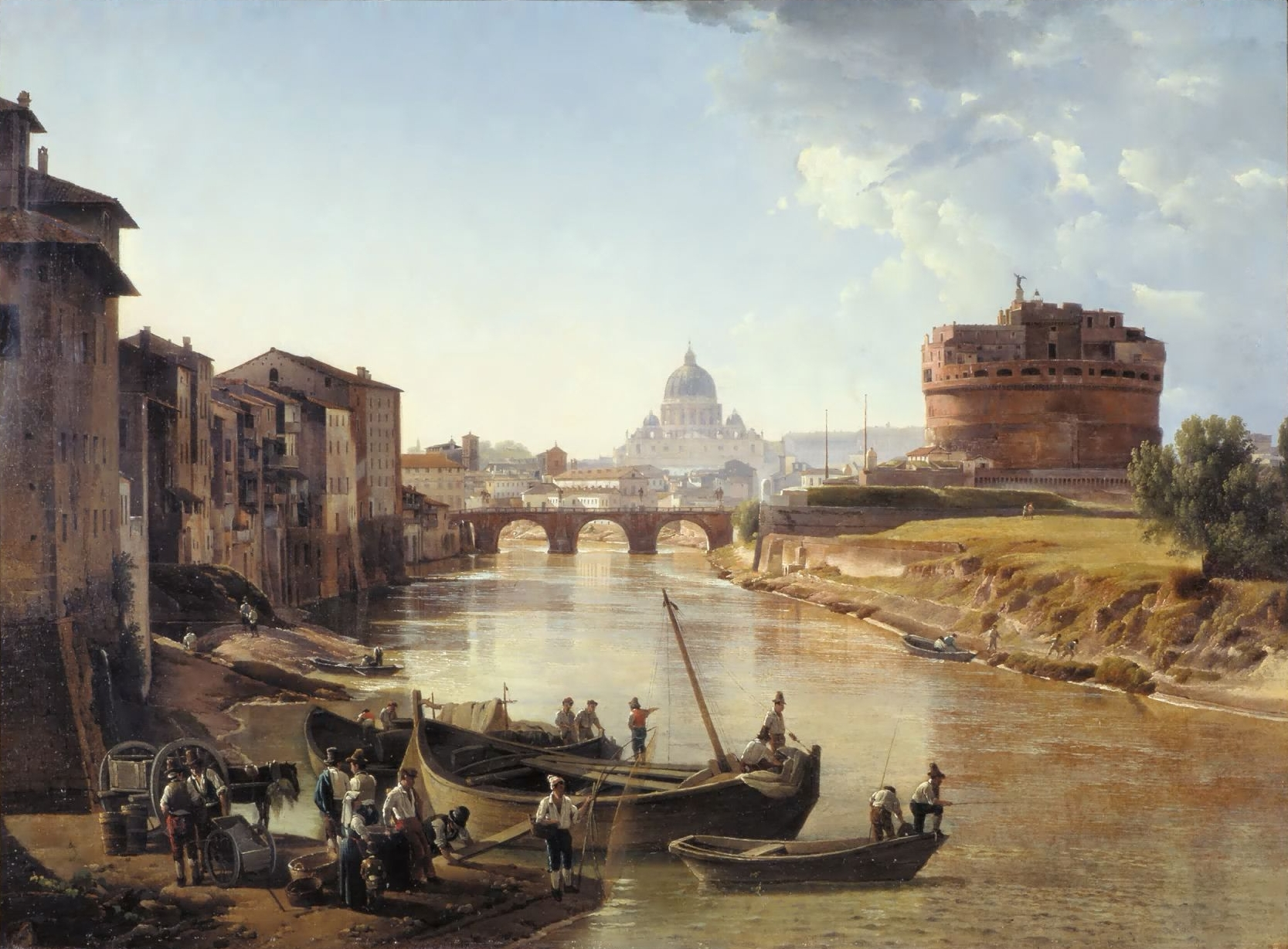
Noua Romă. Castelul Sant'Angelo, 1823

Silvestr Feodosievici Șcedrin (în rusă Сильвестр Феодосиевич Щедрин; n. 13 februarie 1791, Sankt Petersburg - d. 8 noiembrie 1830, Sorrento) a fost un pictor peisagist rus.

## Viața și opera
Silvestr Șcedrin s-a născut la Sankt Petersburg în familia faimosului sculptor Feodosii Șcedrin, rector al Academiei Imperiale de Artă. Pictorul peisagist Semion Șcedrin a fost unchiul său. În 1800, Silvestr Șcedrin a fost admis la Academiei Imperiale de Artă din St. Petersburg, unde a studiat pictura peisagistică. Printre profesori s-au aflat unchiul său, Semion Șcedrin, Fiodor Alekseev, M.M. Ivanov și Thomas de Thomon.. În 1811 a absolvit studiile, obținând mai multe premii printre care și Marea Medalie de Aur pentru pictura sa Vedere din Insula Petrovski ceea ce a dus la obținerea unei burse de studii în străinătate.

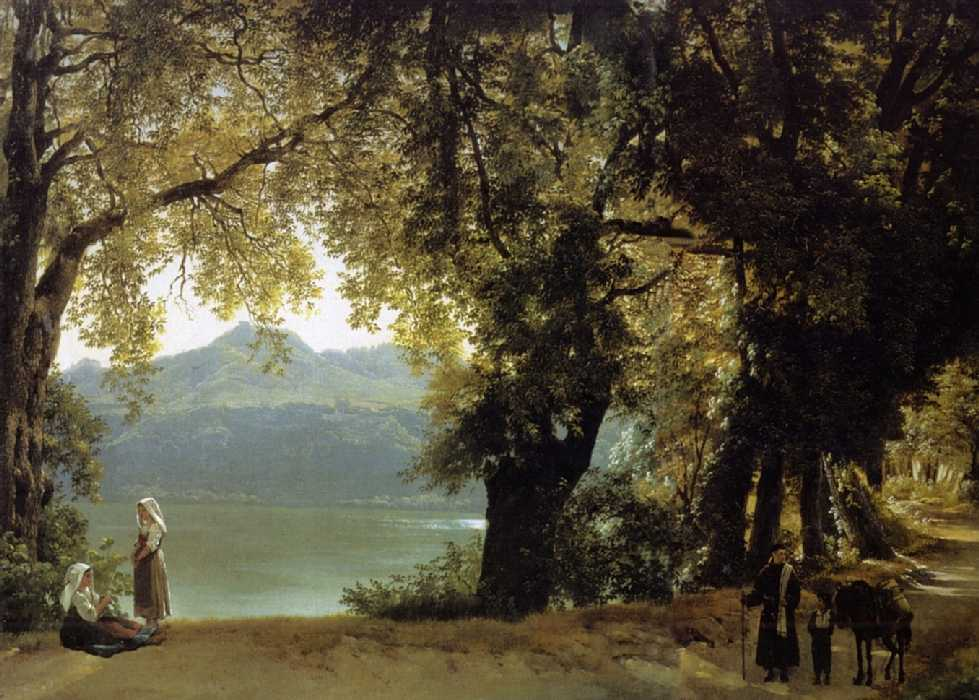
Lacul Albano, 1825

Silvestr a plecat în Italia în 1818, plecarea sa fiind întârziată de Războaiele Napoleoniene. În Italia, el a studiat picturile vechilor maeștri din Roma; a mers la Napoli pentru a picta peisaje marine comandate de Marele Duce Mihail Pavlovici al Rusiei; apoi s-a întors la Roma. Cea mai mare realizare a acelei perioade a fost Noua Romă. Castelul Sant'Angelo (1823). Tabloul a avut un succes atât de mare încât pictorul a trebuit să picteze 8-10 variante ale picturii, fiecare dintr-un unghi diferit și cu detalii diferite. După finalizarea în 1823 a perioadei în care a primit bursă, el a hotărât să rămână în străinătate ca pictor independent. În 1825 el a finalizat pictura Lacul Albano care a fost un nou pas în trecerea spre compoziția naturală. În această pictură a relaxat granița dintre subiect și fundal, trecând de la folosirea culorilor de bază.
Șcedrin a avut multe comenzi și a devenit un artist binecunoscut în Italia. El a locuit la Roma și Napoli, lucrând în aer liber, desenând golfuri și stânci și vederi ale orășelelor și a satelor de pescari. Unele dintre motivele sale favorite au fost tersale cu viță de vie cu vedere spre mare. El se referea la ele ca imagini ale "Paradisului de la amiază". La sfârșitul anilor 1820, Șcedrin a început să picteze nopți neliniștite, peisaje aproape de coșmar, care puteau să fie inspirate din sănătatea sa aflată în declin. El a murit la Sorrento în 1830. Într-un sens, lucrările lui Șcedrin încheie o întreagă perioadă de dezvoltare a artei ruse în încep o nouă perioadă în evoluția ei.

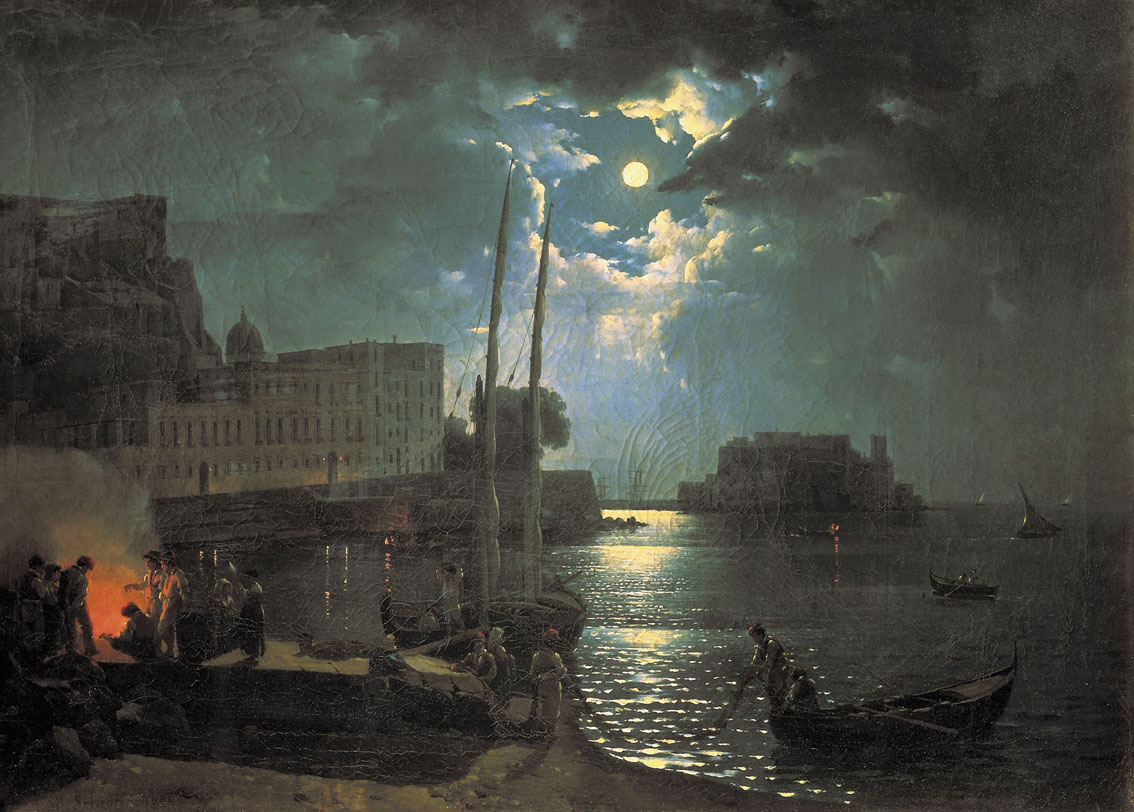
Noapte cu lună la Napoli, 1828

Șcedrin a influențat nu doar arta rusă, ci și arta italiană. El a fost unul dintre fondatorii așa-numitei școli Posillipo. Multe din lucrările sale se află în muzeele italiene, doar unele fiind aduse în Rusia. Scrisorile lui Șcedrin, pline de observații artistice importante, au fost publicate într-un volum (Shchedrin Letters from Italy) în 1932, care a fost reeditat în 1978.

## Lucrări

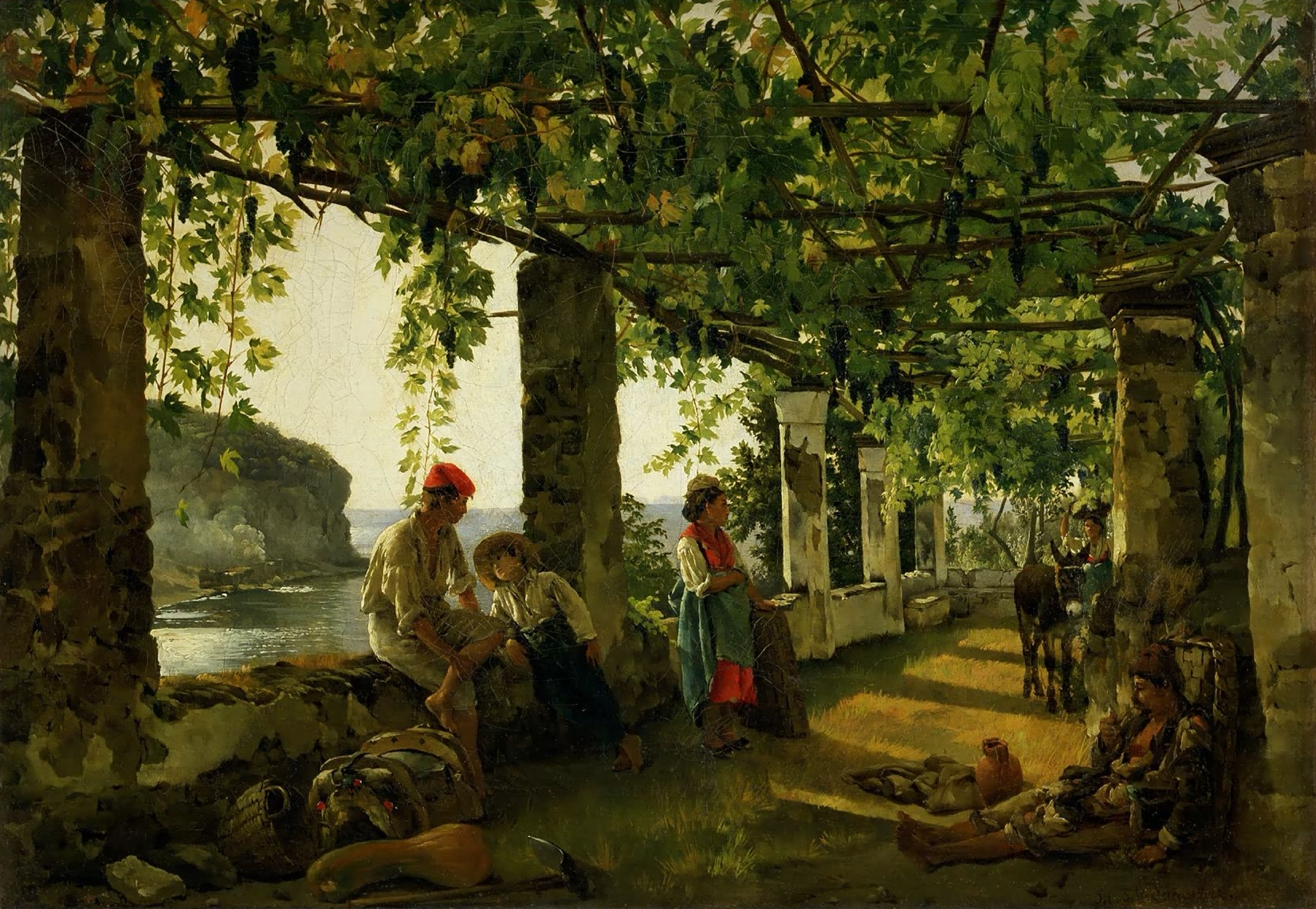
Verandă cu viţă de vie încolăcită, 1828
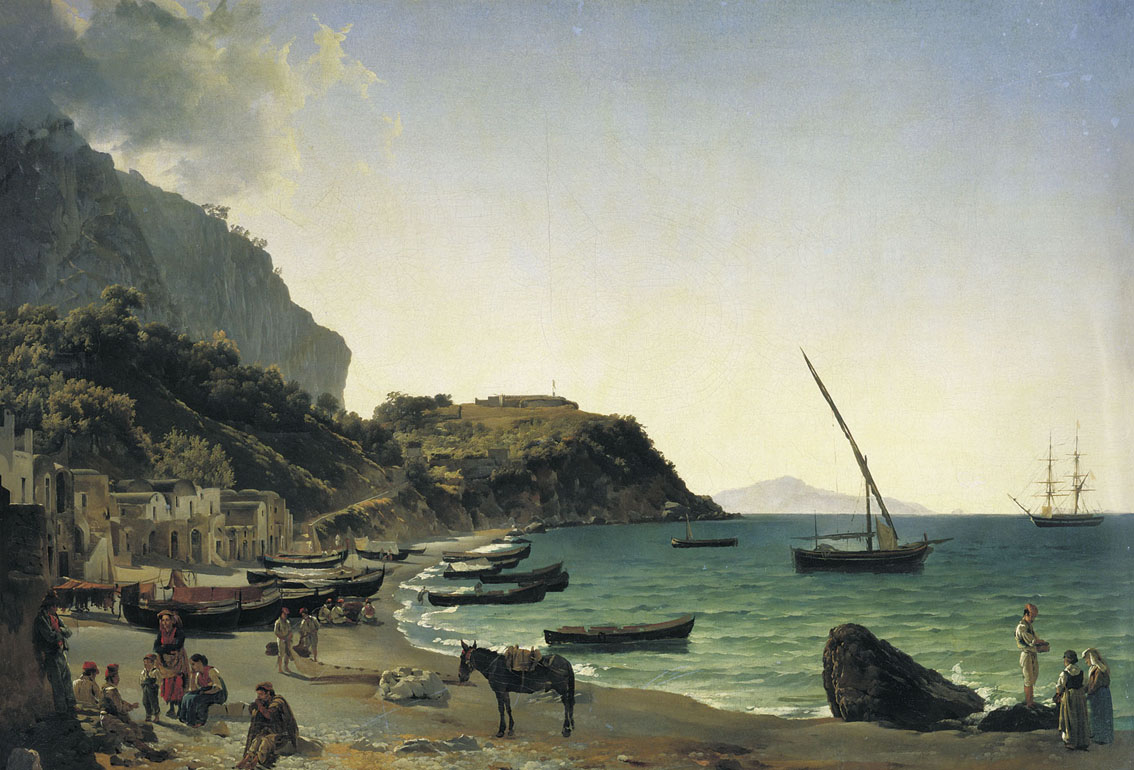
Marina Grande, Capri, 1828